# Pietro Angelo Stefani
Pietro Angelo Stefani, detto Papa (Magasa, 10 dicembre 1725 – Brescia, 17 febbraio 1810), è stato un presbitero e letterato italiano, nonché vicario generale della diocesi di Brescia.

## Biografia
Nacque a Magasa nel 1725 nella casa patriarcale di via Roma da Giacomo e Domenica Caterina Zeni e fu battezzato dal curato don Pietro Gottardi, morì a Brescia nel 1810. Studiò a Milano presso l'aristocratica famiglia Borromeo ove il padre Giacomo si trovava a servizio, a Salò nell'Istituto Lodron e proseguì la sua formazione presso l'Università degli Studi di Padova. Fu insegnante di filosofia, teologia, retorica e direttore, per oltre quarant'anni, presso il seminario e collegio di Santa Giustina e le scuole pubbliche a Salò. A quei tempi il seminario vescovile di Brescia ebbe per qualche tempo un sussidio di scuole nel Collegio di Santa Giustina in Salò per alcuni chierici originari della Riviera di Salò e della Valle Sabbia. Quando il professor Pietro Angelo Stefani vi insegnava teologia, in Salò si contavano più di sessanta chierici, sei dei quali erano mantenuti in quel Collegio dalla cosiddetta Pia Congregazione della Carità laicale fondata dal conte Sebastiano Paride Lodron nel 1586 e affidata alla gestione dei Padri Somaschi della Misericordia per insegnarvi grammatica, umanità e per esercitarvi i normali atti di culto, e altri sei chierici della Val Vestino tirolese col legato pure dei conti Lodron. Anche Lovere, paese della Valle Camonica, aveva scuole e convitto per chierici di questa valle seminario ausiliare di quello di San Pietro in Oliveto in Brescia, che venne come questo regolamentato da monsignor Gabrio Maria Nava agli inizi del 1800.  In un anno imprecisato collocabile tra il 1744 e il 1755 introdusse nel borgo di Magasa con il sacerdote locale don Giovanni Bertola (1722-1794) il sacro Triduo, tre giorni di preghiera a suffragio dei morti e della venerazione del Santissimo Sacramento.
Stefani collaborò con lo storico padre Cipriano Gnesotti di Condino alla revisione della sua opera storica sulle Giudicarie al fine di superare le maglie della censura austriaca nella quale era incappato. Difatti nel 1780 dopo cinque anni di lavoro di catalogazione e riordino Gnesotti terminò la prima stesura manoscritta delle Memorie con il titolo Parere cronologico sopra i popoli delle Sette Pievi Giudicariesi nel Territorio di Trento di 303 pagine che nel 1786 cambiò in: "Memorie per servire alla storia delle Giudicarie disposte secondo l'ordine dei tempi". Per essere pubblicata l'opera doveva superare la censura ecclesiastica (cosa che riuscì facilmente), quella dell'Ordine cappuccino, che vi lavorò per un intero anno, e quella politica austriaca che lavorò sulla seconda versione del 1782 e si dimostrò severa e meticolosa e non ne consentì la stampa. Solamente l'intervento di revisione e di ricomposizione dello scritto del professor Stefani permise la pubblicazione definitiva nel 1786. A seguito del banditismo diffuso nelle zone di confine dell'Alto Garda bresciano, l'8 aprile 1764 il Generale Consiglio di Val Vestino intervenne presso lo Stefani sollecitando un suo intervento con il provveditore veneto della Riviera di Salò Dolfin, affinché si adoperasse contro la banda Andreoli e Salvadori di Gargnano, detenuta nelle carceri venete, recuperando in tal modo i danni subiti. 
Il 16 dicembre 1796 a seguito dell'invasione napoleonica dell'Italia, si interessò a dirimere la questione dei danni di guerra apportati dai francesi alla sua terra d'elezione, acuiti Il 14 aprile 1797 con il  "sacco di Salò"  da parte delle truppe napoleoniche e dei loro alleati giacobini. Evento che portò morte e distruzione nell’antica capitale della Magnifica Patria. Tale episodio, fu l’epilogo della sfortunata contro-rivoluzione che vide le Valli bresciane e la Riviera gardesana impugnare le armi a difesa Veneta Repubblica, e contrapporsi alle truppe di Napoleone e della neonata repubblica bresciana. L'insurrezione non ebbe successo, e le genti delle valli e della riviera pagarono a caro prezzo la loro fedeltà a San Marco, con interi borghi saccheggiati e dati alle fiamme, chiese profanate, violenze ed omicidi. I fatti furono raccolti e narrati dallo Stefani nel 1808, infatti pubblicò, anonimo e clandestino, le "Memorie di alcuni fatti seguiti nella Riviera di Salò nelli ultimi tre anni del sec. XVIII" (ripubblicate in anastatica nel 2001 dall'Ateneo di Salò) nelle quali presentò un'ampia raccolta di fatti, di documenti del tempo, raccontò: "che può inspirare l’avidità di bottino, lo sfogo della vendetta e la brutalità dei soldati senza religione e de’ faziosi irreligionari senza umanità e senza principi di moralità". Case, botteghe furono saccheggiate, dal palazzo del provveditore furono asportati tutti gli arredi preziosi, il Duomo fu spogliato dei paramenti sacri, delle custodie preziose delle reliquie, le ostie consacrate furono gettate a terra, e infine "fecero le maggiori iniquità, con un intiero spoglio, avendo perfino nel Crocefisso della Cappella scaricate molte fucilate; in tal fine le miserie sono sì grandi, che non posso spiegarle".  Respinse con forza l'accusa di tradimento mossa dai rivoluzionari del 1797 agli abitanti della Magnifica Patria ritorcendo contro di loro l'accusa: sostenendo che le genti della Riviera di Salò (e quindi anche quelle della Quadra di montagna di cui Vobarno faceva parte) non avevano fatto altro che rimanere fedeli al loro legittimo principe, il Doge, e che semmai era ai bresciani che doveva essere attribuito il titolo di ribelle. Lo scritto è improntato all'amore e riverenza verso il Serenissimo Principe veneto e al rispetto della cattolica casa d'Austria, alla difesa dell'antica dipendenza rivierasca, fedele a Venezia, e alla condanna dei principi di libertà e uguaglianza sbandierati dalla rivoluzione francese e dagli imitatori italiani: monsignor Stefani esalta l'onestà e i saggi governanti e i sudditi fedeli. Il libro consta di pagine 72. È scritto in ottavi, alfabettati fino a quattro.
Insigne per cultura e pietà, fu precettore a Salò del giovane letterato Mattia Butturini, del pittore Sante Cattaneo, di Giuseppe Pederzani di Villa Lagarina, fu in relazione con i letterati trentini Carlantonio Pilati, Clementino Vannetti, Girolamo Tartarotti, nonché con gli arcivescovi di Trento, Milano e con il vescovo di Passavia. Angelo Stefani fu benefattore dei poveri della Val Vestino e delle chiese di Turano e Persone e nel luglio del 1805 donò alla chiesa di San Giovanni Battista di Turano in occasione della Festa del Perdono, paramenti "degni di una Cattedrale". Fu iscritto all'Accademia Roveretana degli Agiati di Rovereto nel 1758 e a quella salodiana degli Unanimi.
Nel 1802, inaspettatamente, fu nominato vicario generale della diocesi di Brescia dal vescovo monsignor Giovanni Nani. Nel 1804, con la morte del vescovo Nani, fu eletto a pieni voti dai canonici della Cattedrale, vicario capitolare, carica che mantenne fino all'aprile del 1806 allorché fu nominato vescovo monsignor Gabrio Maria Nava da Napoleone Buonaparte, re d'Italia, con decreto imperiale dal palazzo di Saint-Cloud e riconfermata dallo stesso vescovo. Questo prestigioso incarico gli valse, da parte dei compaesani, il soprannome di "Papa". La diocesi di Brescia era una delle diocesi più importanti nel panorama lombardo e seconda per dimensioni solo a Milano e la situazione nella sede bresciana era tutt'altro che rosea. La diocesi era difficile da amministrare non solo per la sua estensione territoriale e la numerosità di chiese e sacerdoti, ma anche per gli attriti che erano insorti tra i membri del clero secolare e con le autorità del governo filofrancese della Repubblica italiana e del Regno d'Italia. Furono anni difficili di convivenza tra il clero e i politici: difatti la legge organica sul clero avocava allo Stato il controllo delle nomine ecclesiastiche, e quindi fu nominato un Ministro per il Culto. Tre sezioni nel ministero si occupavano di seminari, di beneficenza e di opere pie. Il controllo sugli atti religiosi doveva assicurarsi che il cattolicesimo fosse sfruttato funzionalmente agli interessi statali. Monsignor Stefani con una politica accorta e prudente, riaprì e riorganizzò il seminario in San Pietro in Oliveto non avendo potuto avere l'antico seminario di San Gaetano (1804) che era stato chiuso dalle soppressioni napoleoniche del 1797 e trasformato in un ospedale militare, Stefani vi donò la propria biblioteca personale.  Stefani difatti in previsione della riapertura del Seminario in San Pietro in Oliveto aveva tentato di accelerare i tempi cercando di ricostruire i quadri dei superiori e dei professori e, all'inizio dell'anno scolastico 1806-1807, il seminario era già in grado di accogliere i primi chierici e di riaprire le scuole. Su 180, quanti ne poteva contenere il seminario di San Pietro, ne raccoglieva nel 1807 solo sessantotto, mentre ottantacinque erano raccolti nel seminario di Lovere: si valutavano sul centinaio i chierici che studiavano privatamente in città e in diocesi. Ma già dal 1808 gli alunni del seminario di San Pietro salivano a cento, mentre le scuole continuavano a funzionare con sempre maggiore regolarità per chierici e scolari.
Egli conseguì il riordinamento del soppresso Capitolo della Cattedrale (1805) e ottenne la pontificia concessione di onorevoli insegne ai capitolari da lui chieste a papa Pio II, richiamò e spronò il clero al proprio dovere e nel 1806 con un proclama ordinò di annotare e ammonire i chierici il cui abbigliamento si discostassero dalla morale cristiana. Resse a detta di tutti, l'incarico con capacità, prudenza e rigore: difatti, come esempio, nel 1805 a seguito di presunte trasformazioni dell'immagine della Beata Vergine Maria col Bambino dipinta sul muro di una cappelletta di campagna di Palazzolo sull'Oglio di proprietà di un certo Schivardi, dovuta in realtà alla rifrazione della luce al tramonto, e venerata dalla popolazione come un "miracolo", monsignor Stefani intervenne energicamente richiamando il clero locale e della diocesi alla prudenza e "di non arringare il popolo, nè praticare atti religiosi di culto". Monsignor Stefani si definì in quegli anni di governo in una lettera spedita a don Stefano Stefani di Turano: "Un uomo rifinito da tanti affari in una occasione che li frati piangono, le monache si disperano, li parochi stanno dubitosi o sconcerti" e proseguendo..."io sento il peso degli anni e mi gravita sul cuore nei tempi così difficili questa gran Chiesa. Non posso per ora sgravarmene per le relazioni di governo". 
Nel 1809, il vescovo mons. Carlo Maria Nava, per consiglio del vicario generale mons. Angelo Stefani cambiò tutta la direzione e il corpo insegnante del Seminario. Morì a Brescia nel 1810 ed ivi sepolto. Il 6 settembre, Alessandro Gualtieri, arciprete di Manerba, dell'accademia degli Unanimi di Salò, recitò l'elogio funebre in sua memoria nella chiesa parrocchiale. Il 1° gennaio 1811 Giovanni Battista Corsetti di Gargnano, suo allievo al seminario di Salò, venne nominato suo successore come vicario generale della diocesi e canonico della Cattedrale.

## Il dialogo con Napoleone Buonaparte e la mancata nomina a vescovo di Brescia
Le cronache riportano che l'11 giugno 1805, in Brescia, monsignor Stefani conobbe personalmente Napoleone Buonaparte, appena incoronato re d'Italia, nell'incontro che costui ebbe nella mattinata nel palazzo Fenaroli Avogadro con tutti i parroci del Dipartimento del Mella. Qui Napoleone lo accolse benignamente e gli richiese varie cose spettanti la chiesa bresciana; mentre egli rispondeva con disinvoltura a tali domande, Napoleone lo interruppe, dicendo: "Ben converrebbe che voi foste vescovo", al che monsignor Stefani mettendo innanzi nel dialogo la sua inettitudine ad un incarico così impegnativo e la sua età ormai avanzata, l'imperatore esclamò: "Non abbiamo noi in Parigi un vescovo più vecchio di Voi!". Secondo il concordato con il papà Pio VII spettava a Napoleone Buonaparte, re d'Italia, la nomina dei vescovi delle sedi vacanti. Così Napoleone con decreto da Mantova nominava in data 18 giugno 1805 il cardinale Archetti vescovo di Brescia, ma il porporato non accettò perché anziano e mal fermo in salute. Contemporaneamente a quella nomina se ne ebbero altre tre, ma non si effettuarono. Undici mesi dopo, il 15 aprile 1806, Napoleone nominò Gabrio Maria Nava dal palazzo di Saint-Cloud, vescovo di Brescia.

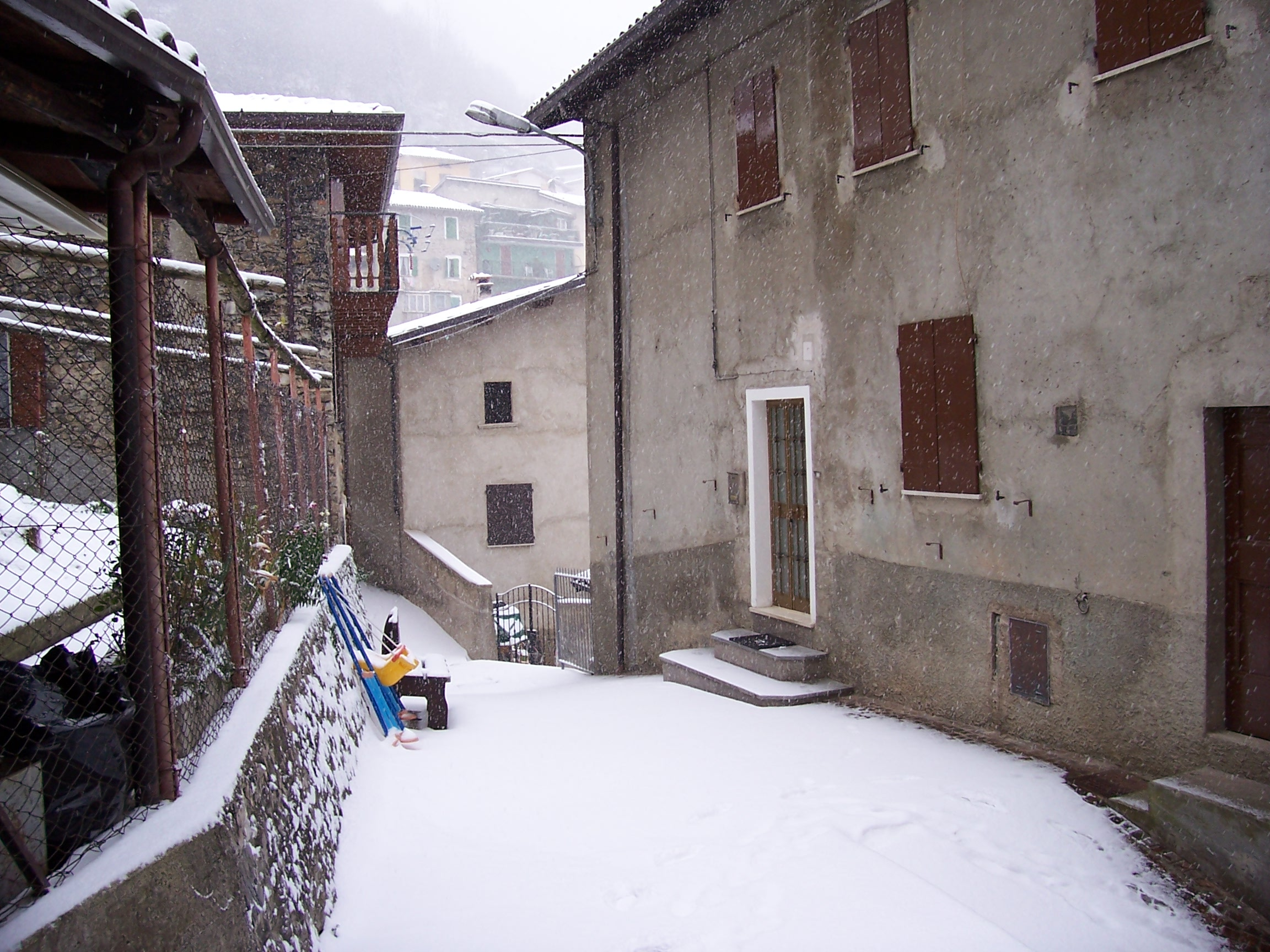
Magasa. Via Dosso. Casa natale del professor monsignor Pietro Angelo Stefani

## Scritti
- "Optimo atque amplissimo Brixianor. Pontifici Joanni Molino etc. Oratio prolusionis loco dicta a Paulo Collino Clerico Gargnani dum in aedibus Seminarii Salodiensis theses theologicas Acad. more publice propugnandas eidem nuncuparet. Salodii 1759".
- Compendio storico della Beata (S.) Angela Merici. Salò per Bartolomeo Righetti 1771.
- Revisionò le numerose recensioni apportate dalla censura austriaca all'opera storica di padre Cipriano Gnesotti da Storo "Memorie delle Giudicarie", pubblicata a Trento nel 1786.
- "Notizie istoriche intorno alla trasformazione di una immagine della B.V. che si venera nella comune di Palazzolo", Brescia, 1805.
- "Allucutio habita ad dignitates et canonicos ecclesiae cathedralis Brixiensis ab illustrissimo ac reverendissimo d. Petro Angelo Stefani ...postridie idus Augusti anno MDCCCVI", Brescia, 1806.
- " Angelus Stepani S.T.D. canonicus Ecclesiae Cathedralis Brixiae ac in ejusdem episcopatu sede vacante ab anno et ultra vicarius generalis capitularis venerabilibus in Christo fratribus parochis et clero ejusdem civitatis et dioecesis di Brescia", 1806.
- "Memorie di alcuni fatti seguiti nella Riviera di Salò nelli tre ultimi anni del secolo XVIII" redatta conseguentemente all'invasione francese di Napoleone nella Riviera del Garda e pubblicata nel 1808.
- Poesie in alcune raccolte per patrie solennità.
- Varie pastorali, conservate nell'Archivio della Cancelleria Vescovile di Brescia.

## Bibliografia

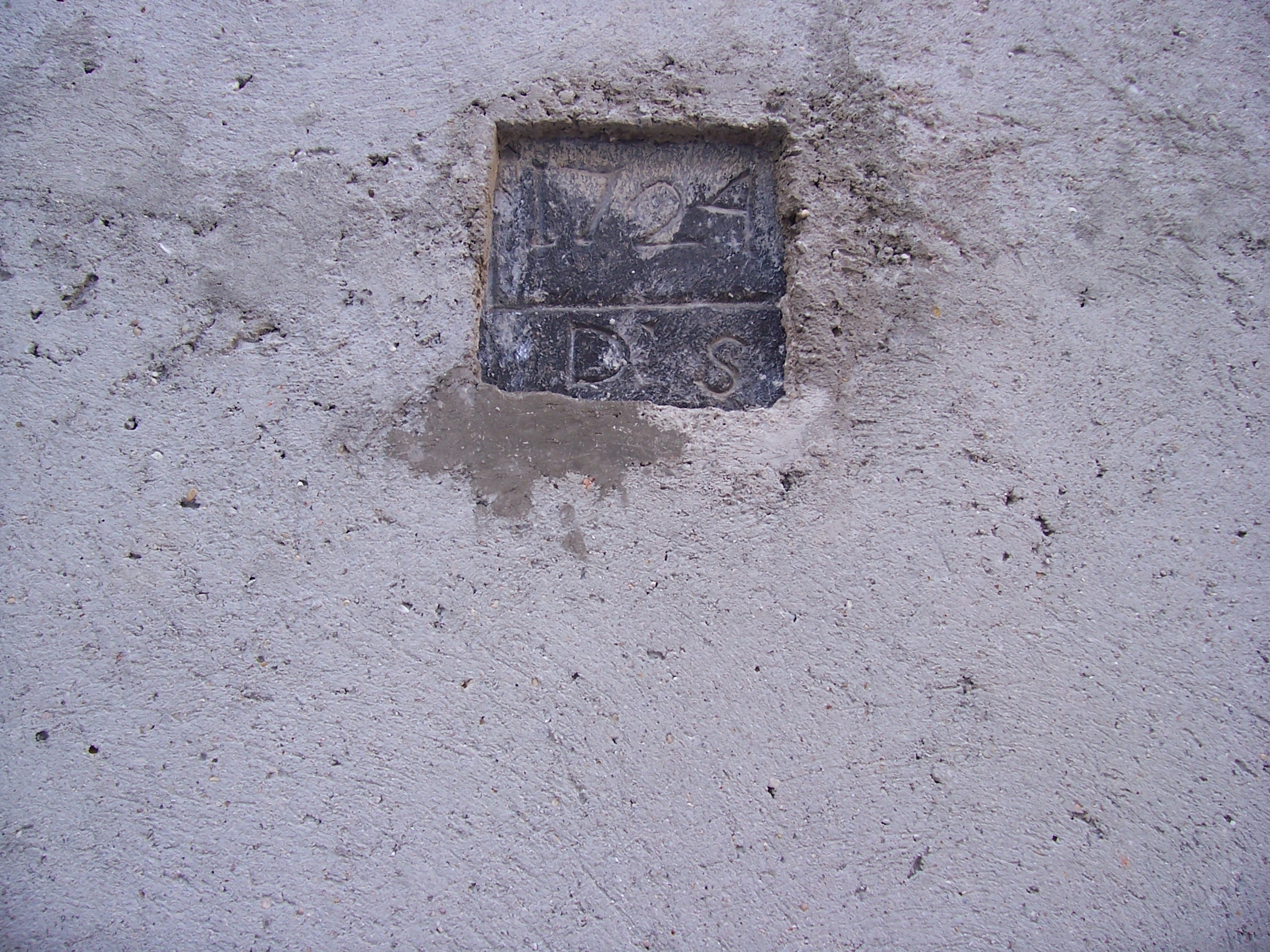
Magasa. Via Roma. La lapide che ricorda l'anno di costruzione dell'edificio e il proprietario: 1724 D.[omenico] S.[tefani